# Baathpartiet

Baathpartiets flagga. Observera att flaggan är mycket lik Palestinas flagga.

Baathpartiet, eller Bathpartiet (arabiska: حِزْب البَعْث, Hizb al-Ba'th, "återfödelsepartiet") med översatt fullständigt namn "Arabiska socialistiska återfödelsepartiet", är ett panarabiskt, nationalistiskt och socialistiskt parti i Arabvärlden. Det finns två olika grenar av partiet: det syriska baathparitet och det irakiska baathpartiet. Partierna har haft makten i Irak 1963 och igen 1968–2003, och i Syrien från 1963-2024.
Baathpartiet bildades i Syrien under 1940-talet (formellt legaliserat 1947) som en reaktion mot kolonialismen i Arabvärlden och påverkad av de krafter som då var på frammarsch. Partiet förespråkade omfattande sociala och ekonomiska reformer. Grundare var två syriska lärare, den kristne Michel Aflaq som blev partiets främste ideolog samt sunnimuslimen Salah ed-din el Bitar. Partiet förespråkade en enda arabisk stat eftersom uppdelningen i olika stater och folk ansågs vara artificiell, nyligen införd av kolonialmakterna efter Osmanska imperiets fall. Dessa tankar ledde till att Syrien och Egypten förenades 1958–1961 till Förenade arabrepubliken, under Gamal Abdel Nassers ledning.
Partiet försöker organisera sig i alla arabiska stater, men har främst haft sin styrka i Syrien och i Irak. I februari 1963 kom irakiska baathpartiet till makten i Irak vid en militärkupp och Abdul Salam Arif blev president. Inre stridigheter gjorde dock att partiet snart förlorade makten. I juli 1968 tog partiet makten igen, genom en militärkupp som leddes av Ahmad Hasan al-Bakr. Al-Bakr var Iraks president fram till 1979, då han efterträddes av Saddam Hussein. Baathpartiet hade makten i Irak fram till 2003 då Saddam Hussein störtades i en USA-ledd invasion. Saddam Hussein avrättades år 2006.
Mellan 1963 och 2024 styrde syriska baathparitet Syrien, från 1970 under president Hafez al-Assad, och åren 2000-2024 under hans son Bashar al-Assad.

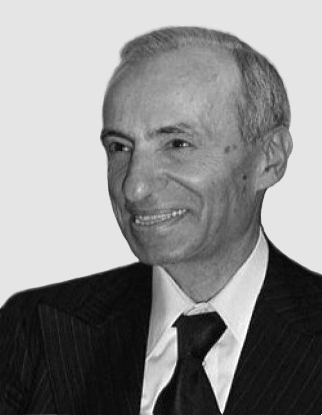
Michel Aflaq räknas som Baathpartiets grundare.
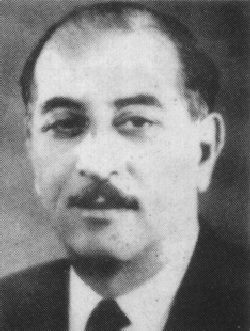
Ahmad Hasan al-Bakr var ledare för Baathpartiet i Irak fram till 1979 och var Iraks president 1968-1979 då Saddam Hussein tog över efter honom.
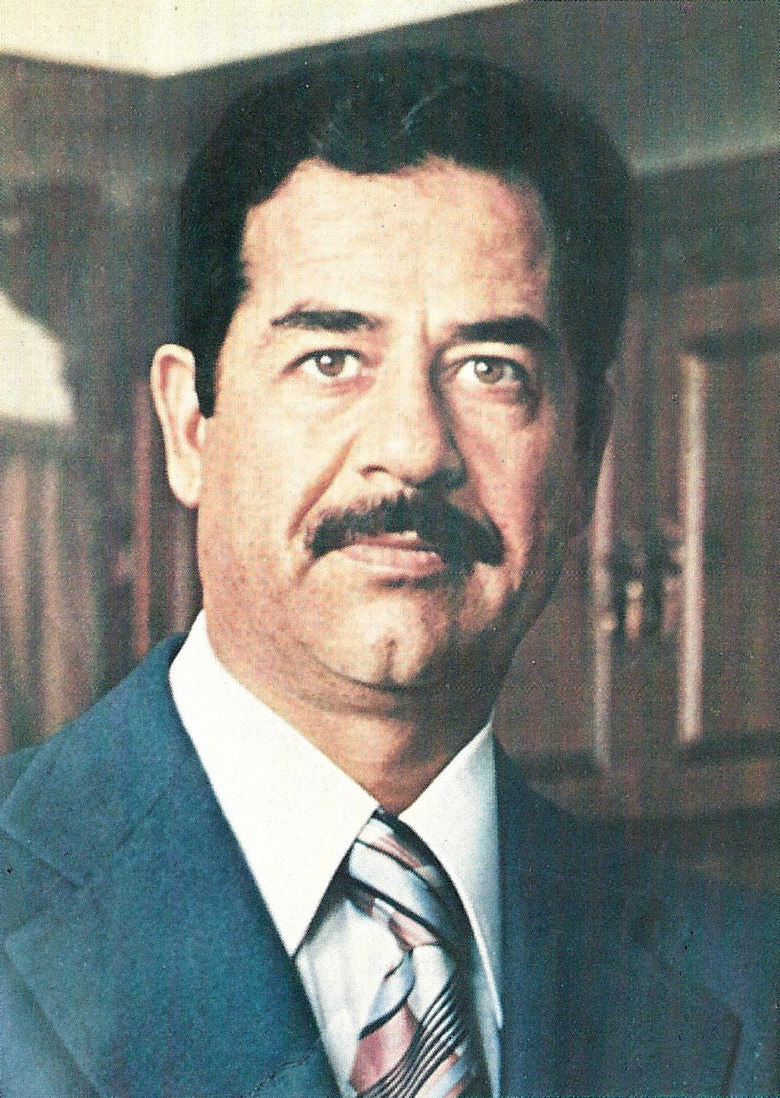
Saddam Hussein var ledare för Baathpartiet i Irak samtidigt som han var Iraks president från 1979 och fram till att han störtades 2003.
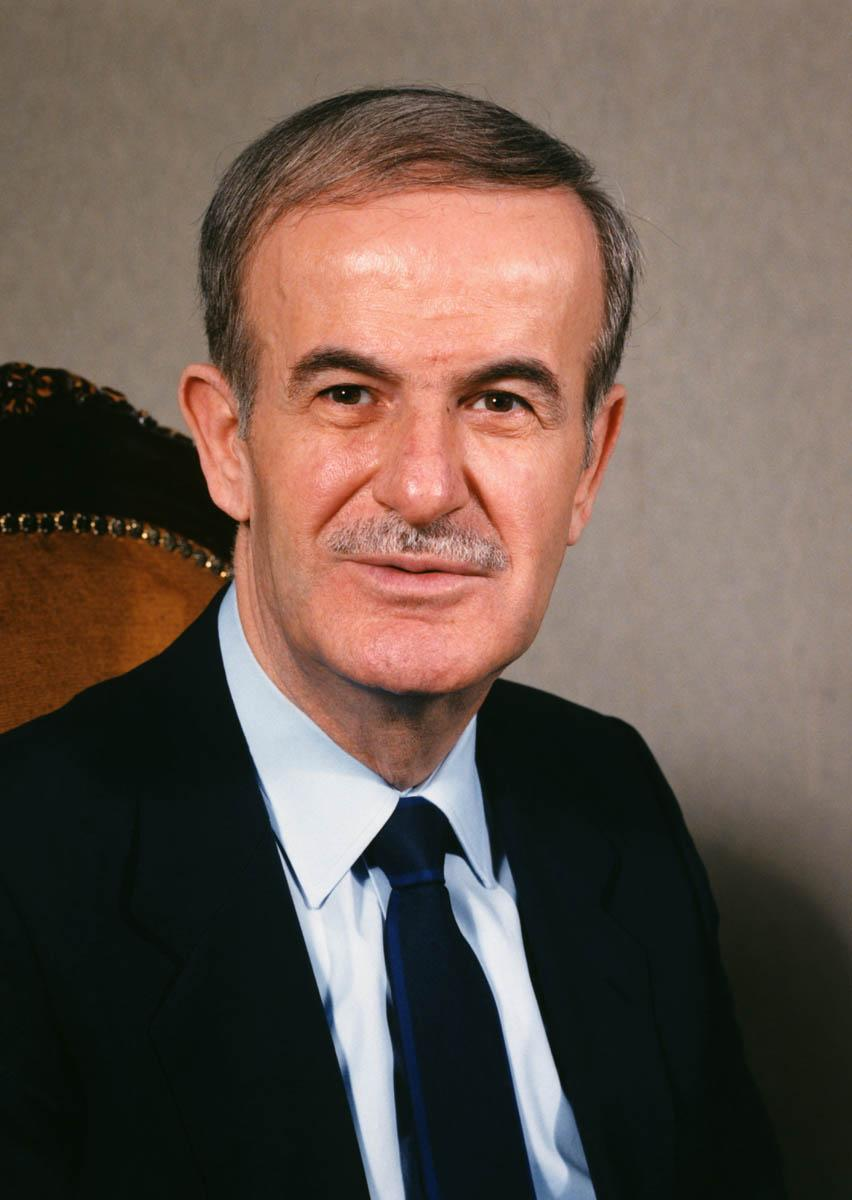
Hafez al-Assad var president i Syrien från 1970 och fram till sin död 2000 och var samtidigt ledare för Baathpartiet i Syrien.
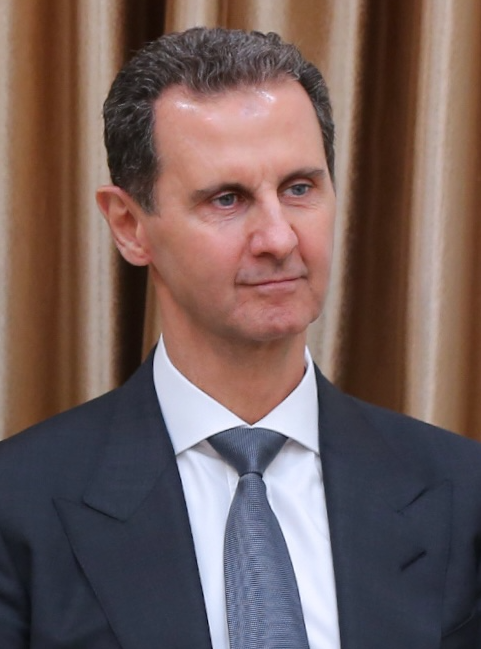
Bashar al-Assad, son till Hafez al-Assad var president i Syrien från 2000 och fram till 2024 då han störtades. Han var samtidigt ledare för Baathpartiet i Syrien.